# كاسيا كفالسكا
كاتارزينا «كاسيا» كوفالسكا (بالبولندية: Kasia Kowalska)‏ (النطق البولندي: [ɕkaɕa kɔˈvalska] ؛ من مواليد 13 يونيو 1973 في Sulejówek ، بولندا) مغنية بوب روك وكاتبة أغاني ومنتجة وممثلة بولندية .

## روابط خارجية
- كاسيا كفالسكا على موقع IMDb (الإنجليزية)
- كاسيا كفالسكا على موقع ميوزك برينز (الإنجليزية)
- كاسيا كفالسكا على موقع أول ميوزيك (الإنجليزية)
- كاسيا كفالسكا على موقع ديسكوغز (الإنجليزية)